# Secondary Security Screening Selection

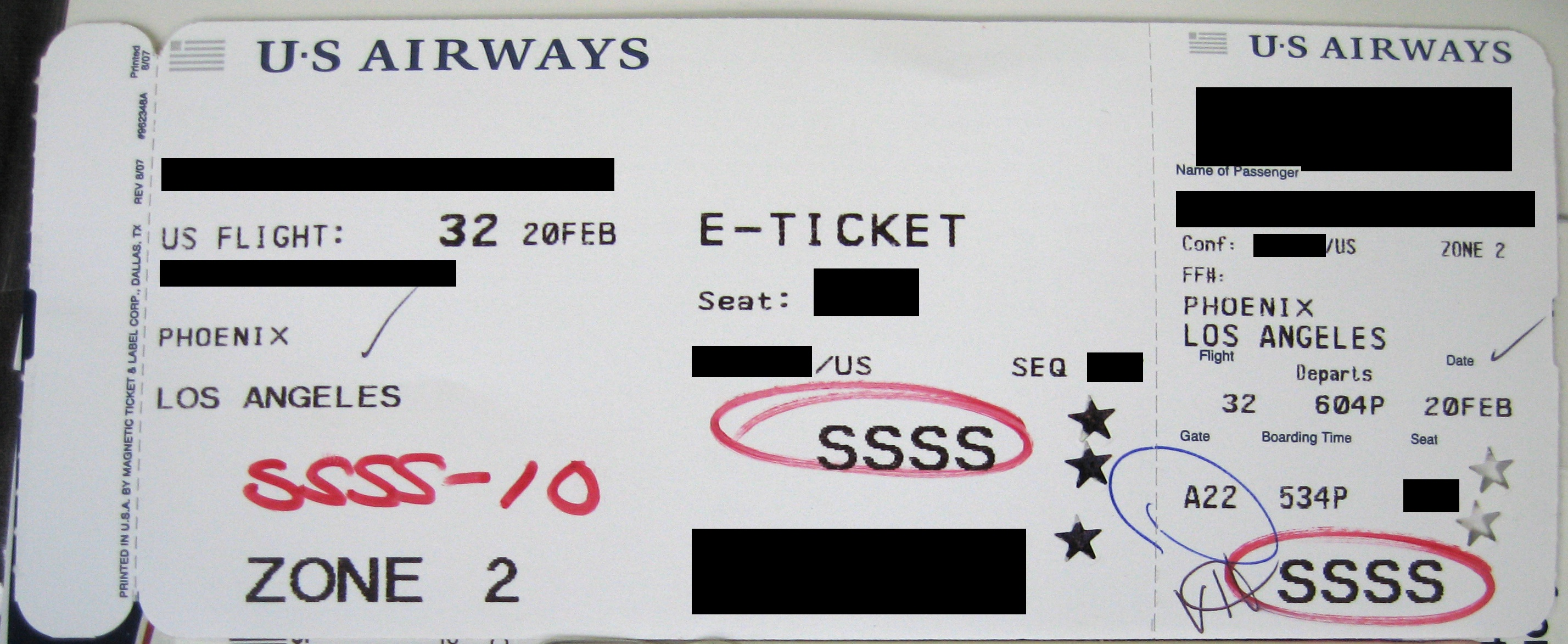
Bordkarte mit SSSS-Aufdruck

Secondary Security Screening Selection bezeichnet eine besondere Maßnahme zur Luftsicherheit, die in den USA von einigen Fluggesellschaften angewandt wird.
Dabei werden Passagiere beim Einchecken aufgrund von bestimmten Kriterien ausgewählt und die Bordkarte mit dem Kürzel SSSS versehen. Anschließend werden diese Passagiere einer besonders ausführlichen Sicherheitskontrolle einschließlich sorgfältiger Durchsuchung des Handgepäcks unterzogen. 2017 stiegen die Zahlen der Passagiere, welche den SSSS-Status auf ihrer Bordkarte vermerkt bekommen haben, offenbar an.
Laut Auskunft der Sicherheits-Abteilung am Flughafen Chicago zählen zu den häufigsten Gründen:
- Auftauchen des Namens auf Listen von Personen, die als terrorverdächtig gelten. Es kann ausreichen, dass der Name im Zusammenhang zu diesen Personen steht.
- Die Person hatte Probleme bei vorherigen Einreisen in die USA und/oder wurde abgewiesen. Der Grund dafür ist egal.
- Die Person hat auf früheren Flügen Probleme bereitet, auf- oder ausfälliges Benehmen, Vandalismus etc.
- Die Person auf dem Flugticket ist nicht identisch mit der Person, die das Ticket gekauft hat. Dabei handelt es sich häufig um von Dritten gebuchte Tickets, etwa für Dienstreisen, geordert von der Firma des Reisenden.
- Personen, die in ein anderes als ihr Heimatland zurück reisen. Beispiel: Deutscher Staatsbürger reist mit Endziel Zürich.
- Passagiere mit One-Way-Tickets (ohne Rückflug).
- Passagiere, die ihre Tickets bar zahlen.
- Passagiere mit am Abflugtag gekauften Tickets.

Offenbar gibt es Quotenvorgaben für einen Flug, entscheidend für die Auswahl könnte der Zeitpunkt der Buchung (je kurzfristiger desto verdächtiger) sein. Auch häufige Sitzplatzwechsel oder spezielle Essensvorbestellungen könnten Verdacht erwecken – sogar bestimmte Namen scheinen häufiger den Sonderstatus zu bekommen als andere.